# Gonzalo Hahn
Gonzalo Hahn (La Plata, 13 de julio de 1978) es un jockey argentino. Nació en la localidad de La Plata, en la provincia de Buenos Aires, el 13 de julio de 1978.

## Infancia e inicios
Su padre Ruben Hahn entrenaba caballos purasangre los cuales competían en carreras de caballos del interior del país, lo que le despertó su interés por la hípica. Sus primeras actuaciones como jockey fueron en Tornquist, Macachín, Bahía Blanca, Santa Rosa, entre otras ciudades.
En 1994, con 16 años de edad, entró en el Centro de Capacitación del Turf Platense y se graduó en noviembre de 1996.

## Estadísticas y logros
Al 16 de febrero de 2021, Gonzalo corrió 17334 carreras y ganó 1976, teniendo una eficiencia del 11.4%. Entre sus premios ganados se encuentran el Gran Premio Internacional Dardo Rocha (2001), el Gran Premio Carlos Pellegrini (2001), el Gran Premio Estrellas Juvenilel (2012), el Gran Premio Jockey Club (2012) y el Gran Premio Nacional (2012), entre otros
. También ganó las estadísticas en el Hipódromo de La Plata en los años 2006, 2008, 2009 y 2011.